# 今年的願望
今年的願望是美國歌手布蘭妮·斯皮爾斯的青少年流行聖誕歌。歌曲由布賴恩·基爾魯夫與喬什·施瓦茲共同創作兼製作。歌曲最先收錄在聖誕合輯《白金聖誕》。斯皮爾斯在歌曲中請求圣诞老人在節日間為自己找到戀人。
今年的願望獲得音樂評論家褒貶不一的評價，但在距離發行近十年後獲認為是一首現代經典節日歌曲。歌曲發行後打進德國與《告示牌》節日榜等國家單曲榜。2013年10月22日，斯皮爾斯的Vevo帳戶上公開了歌曲的音訊影片。

## 背景與詞曲
2000年10月13日，美國的發行與媒體公司《福布斯》報導斯皮爾斯計劃推出名為My Only Wish (This Year)（今年的願望）的歌曲，並收錄在名為《Platinum Christmas》（白金聖誕）的聖誕專輯 ，而專輯則在2000年11月14日推出。今年的願望由布賴恩·基爾魯夫與喬什·施瓦茲共同創作兼製作。這是一首青少年流行歌曲，以C大調創作，聲樂音域則從最低的G3至最高的A5。歌曲以快板的摇摆音符創作，這是主要在受爵士乐影響的音樂上使用的音符。斯皮爾斯在歌曲中為自己在聖誕假期的寂寞而悲嘆，並祈求圣诞老人為自己帶來戀人，包括唱出「他就是我要的，而且就在我的聖誕樹下」的歌詞。歌曲自發行後收錄在超過八張聖誕曲合輯，包括《Now That's What I Call Christmas!》（2001年）、《Super Christmas Hits》（2006年）與《Christmas Top 100》（2009年）。

## 專業評價
《達拉斯觀察報》的邁克爾·羅伯茨形容歌曲為「無可抗拒而普通的復古蹦跳節日歌曲」。《娱乐周刊》的蘿莉·里斯形容歌曲「具節日感」。《里士滿時報排程》的梅麗莎·魯杰裡在評論《Now That's What I Call Christmas!》時表示：「感恩光碟二只有很少用作吸引前青少年期聽眾的歌曲，包括布蘭妮·斯皮爾斯（今年的願望）與超級男孩（You Don't Have to Be Alone [On Christmas]）」。雅虎的加布里埃·萊斯認為這是斯皮爾斯其中一首最好與最令人記得的歌曲，但「僅能打進前十名的位置，因為歌詞與搖擺音符...只有可愛而已」。《雪梨晨鋒報》的理查德·金曼在評論經典聖誕曲時表示這首歌曲與瑪麗亞·凱莉1994年的單曲你是我最想要的聖誕禮物均為「極糟的單曲」。
PopCrush的薩姆·蘭斯基把歌曲排進個人的「原創聖誕流行曲前十名列表」，形容「又一首千禧年代的青少年流行好歌，布蘭妮·斯皮爾斯的今年的願望遵循歷史悠久向聖誕老人求愛的傳統」，並認為歌曲為「（布蘭妮）更單純的歲月的甜蜜回顧」。AllMusic的編輯史蒂芬·托馬斯·艾爾維恩把歌曲介定為「經典的節日流行歌曲」。史蒂夫·萊格特認為歌曲為「聖誕派對與晚餐的美好明亮背景」。音樂電視網的網誌作者他瑪·阿尼泰讚賞歌曲為「1990年代聖誕流行曲中毋庸置疑的聖杯」。
2021年，歌曲獲《告示牌》評為史上一百首最好的聖誕歌曲之一。

## 商業成績
今年的願望在2008年12月26日當週憑著線上下載成績打進丹麥單曲榜，在空降第34位後便在次週掉出榜單。歌曲在翌年回榜第37位。歌曲在2009年12月28日當週打進斯洛伐克單曲榜第54位。歌曲在2001年12月8日當週首次打進《告示牌》節日歌曲電台榜，最高登上榜單第7位。歌曲在2010年憑著線上下載成績打進節日數碼歌曲榜第49位。
在2011年12月8日當週，今年的願望以3,671首下載量空降南韓國際下載Gaon榜。歌曲截至2011年12月17日獲得13,670首下載量。歌曲亦最高登上國際綜合歌曲分榜第34位。2021年12月24日當週，歌曲首次打進英國單曲排行榜第97位，並在次週最高登上第82位。這成為斯皮爾斯自2016年7月的讓我...打進第42位後首次進榜的歌曲。

## 翻唱版本與媒體使用
2009年，巴西歌手兼電視節目主持人舒莎推出了名為Papai Noel Existe的今年的願望葡萄牙語版，收錄在她的聖誕專輯《魔法聖誕》。2019年NCT的在玹與APRIL的李娜恩在《人气歌谣》特輯上翻唱了歌曲。2020年，梅根·崔娜在她的聖誕專輯《棉花糖聖誕》中翻唱了歌曲。歌曲亦獲2021年的Netflix聖誕電影《剩單響叮噹》使用。

## 製作名單
資料來自合輯《白金聖誕》的內頁。
- 布蘭妮·斯皮爾斯 – 主聲樂、和聲
- 布賴恩·基爾魯夫（英语：Brian Kierulf） – 詞曲創作、製作
- 喬什·施瓦茲 – 詞曲創作、製作
- 珍妮弗·卡爾 – 和聲

## 銷售榜單
| 週榜單（2000年－2022年）           | 最高 位置 |
| ---------------------------------- | --------- |
| 奥地利（Ö3四十强单曲榜）           | 45        |
| 独联体（Tophit独联体电台榜）       | 144       |
| 克羅地亞（HRT聖誕電台榜）          | 9         |
| 丹麥（Hitlisten单曲榜）            | 14        |
| 芬蘭（芬兰官方电台榜）             | 23        |
| 德国（德國官方單曲榜）             | 29        |
| 全球（Billboard Global 200）       | 112       |
| 希臘（IFPI國際）                   | 80        |
| 匈牙利（四十強單曲榜）             | 32        |
| 匈牙利（四十強串流榜）             | 35        |
| 愛爾蘭（愛爾蘭唱片音樂協會单曲榜） | 60        |
| 立陶宛（AGATA）                    | 44        |
| 荷兰（百强单曲榜）                 | 46        |
| 波蘭（波蘭百大電台榜）             | 20        |
| 葡萄牙（葡萄牙唱片業協會单曲榜）   | 100       |
| 斯洛伐克（IFPI）                   | 54        |
| 南韓（Gaon國際單曲榜）             | 16        |
| 瑞典（瑞典最熱榜）                 | 41        |
| 瑞士（瑞士热门音乐榜）             | 48        |
| 英國（官方榜单公司單曲榜）         | 82        |
| 英國（官方榜单公司單曲串流榜）     | 69        |
| 乌克兰（Tophit乌克兰电台榜）       | 85        |
| 美國（《告示牌》百強節日歌曲榜）   | 81        |
| 美國（《告示牌》節日歌曲電台榜）   | 7         |
| 美國（《告示牌》節日歌曲榜）       | 49        |
| 美國（《告示牌》節日數碼歌曲榜）   | 12        |

## 認證
| 地區                           | 认证    | 认证单位/销量 |
| ------------------------------ | ------- | ------------- |
| 澳大利亚（澳大利亚唱片业协会） | 金      | 35,000‡       |
| 丹麦（國際唱片業協會丹麥分會） | 2× 白金 | 180,000‡      |
| 英国（英国唱片业协会）         | 银      | 200,000‡      |
| ‡僅含認證的+實際銷量           |         |               |

## 資料來源
1. 1 2 3  . Billboard (Prometheus Global Media). 2011-11-27  [2011-06-12]. （原始内容存档于2012-10-07）.
2. ↑  YouTube上的
3. 1 2  Schiffman, Betsy. . Forbes. 2010-10-13  [2011-12-25]. （原始内容存档于2022-12-04）.
4. 1 2   (Liner notes). Various artists. Jive Records. 2000.
5. 1 2  Reese, Lori. . Entertainment Weekly. 2000-10-13  [2010-03-09]. （原始内容存档于2009-04-27）.
6. ↑  . musicnotes.com. Universal Music Publishing Group. 2007-12-10  [2010-03-10].
7. 1 2 3  Ruggieri, Melissa. . Richmond Times-Dispatch（英语：Richmond Times-Dispatch） (Thomas A. Silvestri). 2001-12-13. ISSN 1941-0700.
8. 1 2 3  Lansky, Sam. . PopCrush.   [2011-12-24]. （原始内容存档于2022-12-04）.
9. ↑  . Ultratop. Hung Medien.   [2010-03-10]. （原始内容存档于2022-12-04）.

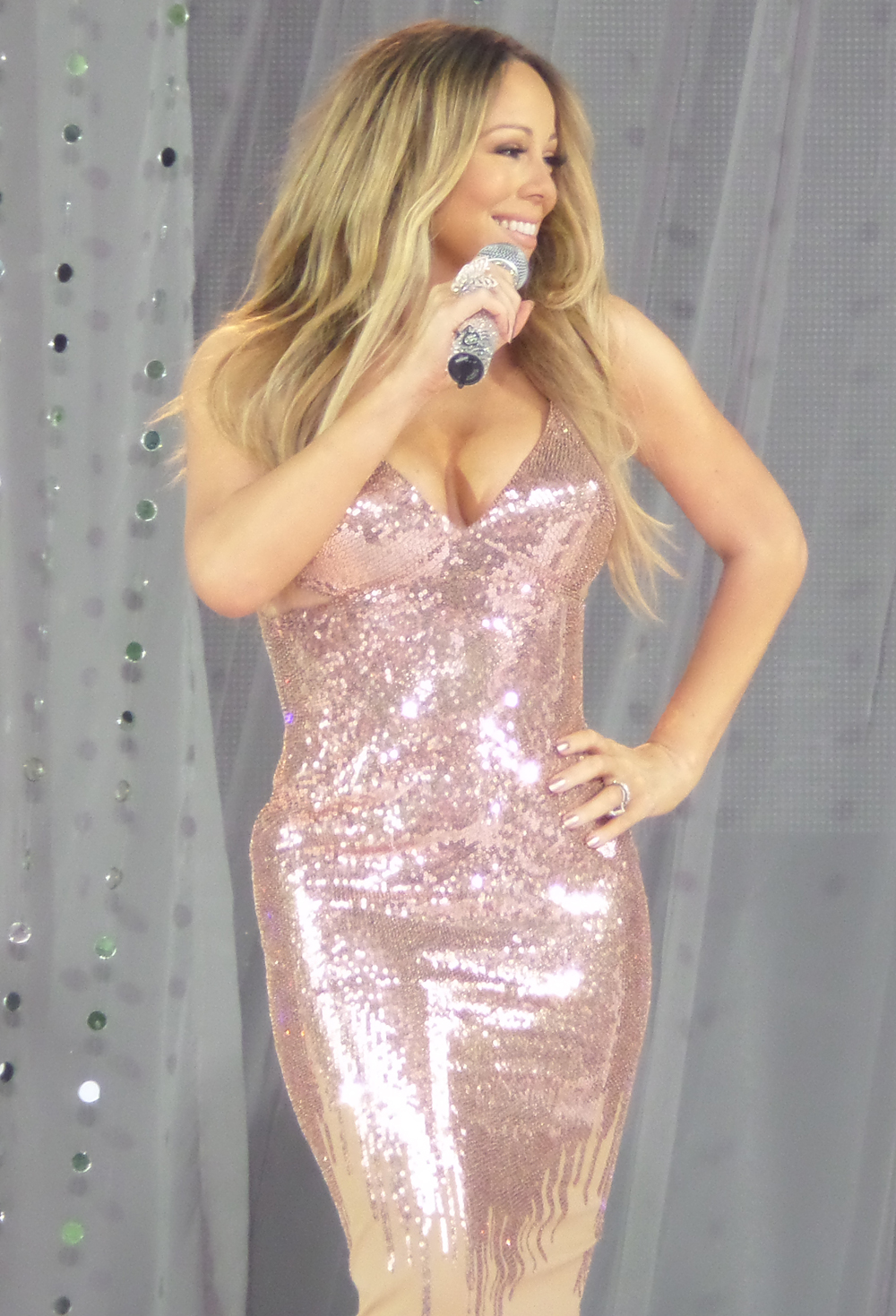
音樂評論家把與瑪麗亞·凱莉1994年的熱門單曲作比較

10. ↑  Roberts, Michael. . Dallas Observer（英语：Dallas Observer） (Stuart Folb). 2000-12-21  [2010-03-10]. （原始内容存档于2010-06-11）.
11. ↑  Rice, Gabrielle. . Yahoo!. 2010-03-29  [2011-12-08]. （原始内容存档于2012-04-05）.
12. ↑  Jinman, Richard. . The Sydney Morning Herald (Fairfax Media). 2003-12-22  [2010-03-10]. （原始内容存档于2018-02-10）.
13. ↑  Erlewine, Stephen Thomas. . AllMusic. 2001-10-23  [2011-12-25]. （原始内容存档于2012-05-05）.
14. ↑  Legget, Steve. . AllMusic. Rovi Corporation（英语：Rovi Corporation）. 2010-07-10  [2011-12-25].
15. ↑  Anitai, Tamar. . MTV. MTV Networks. 2011-12-22  [2011-12-25]. （原始内容存档于2013-12-07）.
16. ↑  . Billboard. 2021-11-29  [2022-12-04]. （原始内容存档于2022-12-30）.
17. 1 2  . Tracklisten. Hung Medien.   [2010-11-30]. （原始内容存档于2022-12-04）.
18. 1 2  . International Federation of the Phonographic Industry.   [2011-10-26]. （原始内容存档于2012-05-15）.
19. 1 2  . Billboard.   [2020-04-29]. （原始内容存档于2022-12-04）.
20. 1 2 3 4  . Gaon. （原始内容存档于2012-06-11）.
21. ↑  . Official Charts.   [2021-12-11]. （原始内容存档于2022-12-04）.
22. 1 2  "Official Singles Chart Top 100". Official Charts Company.  （英語）.
23. ↑  . Official Charts Company. 2021-12-24  [2021-12-24].
24. ↑  . Apple Music. 2009-10-05  [2022-02-28]. （原始内容存档于2022-12-04）.
25. ↑  .   [2022-12-04]. （原始内容存档于2022-12-04）.
26. ↑   [Meghan Trainor announces Christmas album. Check out the tracklist]. Terra（英语：Terra (company)）.   [2020-10-24]. （原始内容存档于2020-10-27）. From the new Christmas album, Trainor has already released the singles My Kind of Present and Last Christmas.
27. ↑  . 2021-12-02  [2022-12-04]. （原始内容存档于2022-12-04）.
28. ↑  "Austriancharts.at – Britney Spears – My Only Wish (This Year)". Ö3 Austria Top 40.   （德語）.
29. ↑  Britney Spears — My Only Wish (This Year). TopHit.  [2021-04-15].（英語）.
30. ↑  . radio.hrt.hr.   [2019-06-13]. （原始内容存档于2018-12-31）.
31. ↑  "Danishcharts.com – Britney Spears – My Only Wish (This Year)". Hitlisten.  （丹麥語）.
32. ↑  "Britney Spears: My Only Wish This Year". Musiikkituottajat.  （芬蘭語）.
33. ↑  "Britney Spears – My Only Wish (This Year)". GfK Entertainment charts.  Retrieved 2020-12-30.  （德語）.
34. ↑  "Britney Spears – Chart history". Billboard.  Retrieved 2022-06-25. （英語）.
35. ↑  . IFPI Greece.   [2019-12-23]. （原始内容存档于2019-01-03）.
36. ↑  "Archívum – Slágerlisták – MAHASZ". Single Top 40 slágerlista. Magyar Hanglemezkiadók Szövetsége.    （匈牙利語）.
37. ↑  "Archívum – Slágerlisták – MAHASZ". Stream Top 40 slágerlista. Magyar Hanglemezkiadók Szövetsége.    （匈牙利語）.
38. ↑  "Irish-charts.com – Discography Britney Spears". Irish Singles Chart.  （英語）.
39. ↑  . AGATA. 2018-12-28  [2019-12-23]. （原始内容存档于2019-10-09）.
40. ↑  "Dutchcharts.nl – Britney Spears – My Only Wish (This Year)". Single Top 100.  （荷蘭語）.
41. ↑  "Listy bestsellerów, wyróżnienia :: Związek Producentów Audio-Video". Polish Airplay Top 100.  （英語）.
42. ↑  "Portuguesecharts.com – Britney Spears – My Only Wish (This Year)". AFP Top 100 Singles.  （英語）.
43. ↑  "Swedishcharts.com – Britney Spears – My Only Wish (This Year)". Singles Top 100.  （英語）.
44. ↑  "Swisscharts.com – Britney Spears – My Only Wish (This Year)". Swiss Singles Chart.  （英語）.
45. ↑  . Official Charts.   [2021-12-11]. （原始内容存档于2022-12-04）.
46. ↑  "Ukraine Airplay Chart for 2020-12-25." Tophit.  [2022-01-07]（英語）.
47. ↑  . Billboard.   [2020-11-30]. （原始内容存档于2022-12-04）.
48. ↑  . Billboard.   [2020-11-30]. （原始内容存档于2022-12-04）.
49. ↑   (PDF). Australian Recording Industry Association.   [2022-02-07] （英语）.
50. ↑  . IFPI Danmark.   [2021-12-14] （丹麦语）.
51. ↑  . British Phonographic Industry.   [2021-01-08] （英语）.